# Lilly Maefai
Lillian Mafane Maefai, dite Lilly Maefai, née vers 1975, est une femme politique salomonaise.

## Biographie
Après une formation de secrétaire à l'institution d'enseignement supérieur Solomon Islands College of Higher Education, elle travaille « pendant plus de dix ans » pour le journal The Solomon Star, puis fonde une petite entreprise d'imprimerie avec son époux Charles Maefai.
Ce dernier est élu député de la circonscription de Makira-est au Parlement national aux élections législatives d'avril 2019, mais meurt en juillet. Lilly Maefai remporte l'élection législative partielle qui en résulte le 11 décembre. Elle rejoint alors le Parti de la propriété, de l'unité et de la responsabilité, parti du gouvernement de Manasseh Sogavare. Elle est la cinquième femme de l'histoire des Salomon à être députée, après Hilda Kari,  Vika Lusibaea, Freda Soriacomua et Lanelle Tanangada,,.